# Cyclocheilichthys sinensis
Cyclocheilichthys sinensis är en fiskart som beskrevs av Bleeker, 1879. Cyclocheilichthys sinensis ingår i släktet Cyclocheilichthys och familjen karpfiskar. Inga underarter finns listade i Catalogue of Life.